# Paul Tsitsianov
Paul Dmitriévitch Tsitsianov (russe : Павел Дмитриевич Цицианов, géorgien : პაველ ციციშვილი ; né à Moscou le 8/19 septembre 1758, tué à Bakou le 8/20 février 1806) est un prince géorgien membre de la noble famille des Tsitsichvili passée au service de l’Empire russe au XVIIIe siècle.

## Biographie
Paul Tsitsianov commence sa carrière militaire en participant en 1795 à la répression de l’insurrection de Tadeusz Kościuszko en Pologne. Le 9 septembre 1802, il est nommé vice-roi du Caucase.

## Politique en Géorgie
Paul Tstitsianov arrive à Tiflis en février 1803 et entreprend par la construction de forts et l’exécution de sanglantes représailles de mettre fin aux expéditions séculaires de pillages des Lezguiens qui s’étaient intensifiées du fait des incertitudes politiques dans le pays depuis la mort du roi Georges XII de Géorgie.
Dès son arrivée, il exile en Russie les membres de la famille royale pendant que les princes Alexandre, Pharnaoz et Theimouraz vont se réfugier en Perse. La reine Daredajan, veuve de l’ancien roi Héraclius II de Géorgie, épargnée dans un premier temps, est elle aussi exilée à l’âge de 66 ans.
Le 2 décembre 1803, il obtient en Mingrélie que le Dadian Grigol de Mingrélie (1793-1804) se mette sous la protection de l’Empire russe. À la mort de ce dernier, il impose son fils Léon V, âgé de 14 ans, comme nouveau Dadian (1804-1846). Il obtient également que le roi Salomon II d'Iméréthie accepte le protectorat russe le 4 juillet 1804. Dans la principauté de Gourie, Vakhtang II Gouriel se place lui aussi sous la suzeraineté russe le 3 juillet 1804 ; malgré cela, Tstitianov le remplace par son neveu, le jeune Mamia VII, qu’il avait évincé du trône.

## Début de la guerre russo-persane (1804-1813)
Sous le prétexte de soutenir les intérêts de l’Empire russe dans les querelles autour de la nomination du Catholicos arménien d’Etchmiadzin, Paul Tsitsianov attaque Gandja en décembre 1804. La forteresse résiste, mais elle est prise d’assaut le 3 janvier 1805. Djevad Khan, souverain de la ville, est tué dans les combats et une partie de la population est massacrée. La ville est rebaptisée Elisabetpol. Pour ce fait d’armes, il obtient le grade de général en chef de l’infanterie impériale.
Tsitsianov décide ensuite d’attaquer le khanat d'Erevan : il prend Etchmiadzin, siège du catholicossat arménien, et la ville d’Erevan mais Muhammed Khan Kadjar résiste dans la forteresse et les Russes sont repoussés par une action des forces persanes. Néanmoins, les autres khans de la région, intimidés par la brutalité de ses actions, sont contraints d’accepter le devenir les vassaux de l’Empire russe. Le vieux Ibrahim Khalil Khan de Karabagh se met lui aussi sous la protection de la Russie et accepte une garnison de 500 soldats russes à Chouchi (14 mai 1805).
Agissant en maître absolu du Caucase en 1806, il passe le Mtcouar à Gandja et vient à Noukha où il dépose Muhammad Hassan l’Aveugle, Khan de Chaki, qu’il remplace par son obligé Jafar Quouli Khan Dumbuli. Après avoir traversé le Chirvan, il se présente devant Bakou où, sous prétexte de négociations, le dynaste local Husayn Quouli Khan l’attire dans la ville et le fait tuer par ses hommes le 8 février 1806. Sa tête coupée est envoyée au Chah d’Iran et les forces russes se retirent.
Paul Tsitsianov laisse le souvenir d’un promoteur zélé de la politique impérialiste russe dont l’action se caractérise par une féroce brutalité tant envers ses « compatriotes » géorgiens qu'envers les dirigeants musulmans du Caucase.

## Sources
- Marie-Félicité Brosset, Histoire de la Géorgie, partie II : Histoire moderne, livraison II, Saint-Pétersbourg, 1857, p. 275-287.
- Alexandre Manvelichvili, Histoire de la Géorgie, Paris, Nouvelles Éditions de la Toison d'Or, 1951, 476 p.